# Tmesisternus discomaculatus
Tmesisternus discomaculatus è una specie di coleottero del genere Tmesisternus, famiglia Cerambycidae. Fu descritta scientificamente da Breuning nel 1939 e abita frequentemente le foreste tropicali della Papua Nuova Guinea. È una specie che raggiunge dimensioni di 17 mm.